# Arcot
Arcot è una città dell'India di 50.267 abitanti, situata nel distretto di Vellore, nello stato federato del Tamil Nadu. Il suo agglomerato urbano raggiunge i 126.671 abitanti e perciò rientra nella classe I (da 100.000 persone in su).

## Geografia fisica
La città è situata a 12° 54' 0 N e 79° 19' 60 E e ha un'altitudine di 163 m s.l.m..

## Società

### Evoluzione demografica
Al censimento del 2001 la popolazione di Arcot assommava a 50.267 persone, delle quali 25.173 maschi e 25.094 femmine. I bambini di età inferiore o uguale ai sei anni assommavano a 5.460, dei quali 2.868 maschi e 2.592 femmine. Infine, coloro che erano in grado di saper almeno leggere e scrivere erano 37.624, dei quali 20.376 maschi e 17.248 femmine.

## Storia
Fu capitale del nababbo del Carnatico.